# 声訓
声訓（せいくん）とは、中国の伝統的な訓詁の方法のひとつで、語の意味を語呂合わせによって説明することをいう。音訓とも呼ばれる。

## 歴史
声訓は非常に古くからある。
- 政は正なり。（『論語』顔淵）
- 仁者は其の言や訒。（『論語』顔淵）
- 仁は人なり。（『礼記』中庸、『孟子』尽心下）
- 庠は養なり。校は教なり。序は射なり。（『孟子』滕文公上）
- 咸は感なり。（『易』咸卦の彖伝）
- 乾は健なり。坤は順なり。坎は陥なり。兌は説なり。（『易』説卦伝）

声訓を使った解釈が正当化されるためには、言葉の表す意味と音声の間に、恣意的な約束ごと以上の関係があると考えられている必要がある。
荀子は単語の発音と意味の関係は単なる約束ごとであって必然的な関係がないと主張したが、その一方でよい名前はあるとした。実際には『荀子』の中にも「君は群なり」のように声訓を利用した箇所が見られる。
漢代にはとくに声訓が多く使われた。『春秋繁露』は荀子と逆に「名前は聖人が天意を発したものであるから、深く洞察しなければならない」として、声訓による解釈を正当化している。
『説文解字』でもしばしば声訓を利用して文字を解釈している。巻1だけでも「天、顛也。」「帝、諦也」「礼、履也。」「王、天下所帰往也。」など、枚挙にいとまがない。
後漢末ごろの劉熙『釈名』では、語源の解釈に声訓を全面的に採用している。その中には現在から見て妥当なものも存在はするが、その大多数はこじつけである。

## 影響
北宋の王聖美、王安石らによる右文説は、形声文字の声符を等しくする文字に共通の意味を認めるもので、声訓が発展したものと言える。
いっぽう、清の考証学では声訓の考え方はずっと高度化し、漢字の字形に頼らず音声（上古音）によって解釈する王念孫・王引之の「以声求義」の技法によって、従来解釈に困っていた古文献の語句の解釈に効果をあげた。
声訓の考え方はずっと後まで影響をもたらした。20世紀にはいっても、章炳麟は「馬を馬と呼び、牛を牛と呼ぶのは、恣意的にそう呼ぶのではない。馬は武である（上古音で馬・武は魚部にある）。牛は事である（上古音で牛・事は之部にある）。」と言っている。